# Ardoye
Ardoye (en néerlandais : Ardooie) est un gros bourg et commune sis à 4km au nord-est de la ville de Roulers en province de Flandre-Occidentale (Région flamande de Belgique). Il s'y trouve quelques grandes usines de légumes surgelés.

## Géographie

### Sections de la commune
| # | Section        | Superf. (km2) | Habitants (2020) | Habitants par km2 | Code INS |
| - | -------------- | ------------- | ---------------- | ----------------- | -------- |
| 1 | Ardoye (I)     | 24,41         | 6 809            | 279               | 37020A   |
| 2 | Koolskamp (II) | 10,52         | 2 268            | 216               | 37020B   |

### Localités
Sur le territoire d'Ardoye se trouvent également partiellement deux hameaux. Le hameau de Tasse (III), situé à deux kilomètres à l'ouest du centre du village, et qui est déjà faubourg de la ville de Roulers, dépend de la sphère d'influence socio-économique de Roulers. À l'est se trouve le hameau de Sneppe (IV) (également connu sous le nom 't Veld), dont la plus grande partie se situe sur la commune de Meulebeke.

Ardoye, communes fusionnées et villages voisins. Les zones en jaune représentent les agglomérations.

Ardoye jouxte les villages et communes suivants:
- a. Lichtervelde (commune de Lichtervelde)
- b. Zwevezele (commune de Wingene)
- c. Egem (commune de Pittem)
- d. Pittem (commune de Pittem)
- e. Meulebeke (commune de Meulebeke)
- f. Emelgem (commune d'Izegem)
- g. Kachtem (commune d'Izegem)
- h. Roulers (commune de Roulers)
- i. Beveren (commune de Roulers)

### Communes limitrophes
| Lichtervelde | Wingene             |           |
| Roulers      | Ardoye, Ardooie -nl | Pittem    |
| Roulers      | Iseghem, Izegem-nl  | Meulebeke |

## Patrimoine
- Les tours gothiques de l'église Saint-Martin, inscrites au patrimoine national depuis 1939. Dans l'église se trouvent quelques mausolées, notamment celui de Jacques de Lichtervelde (XVe siècle).
- La maison de Mûelenaere.
- Le château d'Ardoye, berceau de la famille des comtes de Jonghe d'Ardoye.
- Le moulin (Rysselendemolen), construit en 1855.
- Un complexe brassicole du XIXe siècle.

## Histoire
Pendant la Première Guerre mondiale, des troupes françaises sont venues cantonner sur Ardoye en octobre 1918.

## Héraldique
|  | La commune possède des armoiries qui lui ont été octroyées le 7 mai 1985. Elles combinent celles de l'ancienne commune de Ardoye avec celle de l'ancienne commune de Koolskamp. Blasonnement : Écartelé, aux 1 et 4 d'argent au 3 quintefeuilles de gueules, aux 2 et 3 d'azur au chef d'hermine. Source du blasonnement : Heraldy of the World. |

|  | Ces armoiries avaient été octroyées le 6 mai 1824 et confirmée le 27 juin 1846. Elles étaient dérivées des armoiries des seigneurs de Lichtervelde qui dirigèrent la commune au XVIIIe siècle. Les armoiries de cette famille montraient un écu bleu avec un chef en hermine. En 1824 elles avaient été blasonnées erronément. Après l'indépendance de la Belgique de 1830 les armoiries ont été changées. Blasonnement : Coupé d'hermines et d'azur. Source du blasonnement : Heraldy of the World. |

## Démographie

### Évolution démographique: avant la fusion des communes
- Sources : INS, Rem. : 1831 jusqu'en 1970 = recensements, 1976 = nombre d'habitants au 31 décembre[6].

### Évolution démographique: commune fusionnée
Graphe de l'évolution de la population de la commune (la commune d'Ardoye étant née de la fusion des anciennes communes d'Ardoye et de Koolskamp, les données ci-après intègrent les deux communes dans les données avant 1977).
- Source : DGS, de 1831 à 1981 = recensements population ; à partir de 1990 = nombre d'habitants chaque 1er janvier[7].

## Transports
- L'autoroute A17-E403 traverse l'ouest de la commune, comprenant deux sorties, l'une pour Ardoye (sortie 8), l'autre pour Koolskamp (sortie 9). Parallèlement se trouve la route N50, entre Bruges et Courtrai.
- Ardoye est liée à Koolskamp par la ligne de train 73 (Adinkerke-Gand) et possédait deux gares, désormais supprimées, sur la commune : Ardooie-Koolskamp et Kortekeer.

## Économie
Ardoye est un village industriel, où sont installées plusieurs entreprises de surgelés (Ardo, d'Arta, Begro, Unifrost, Homifreez). On y trouve aussi le siège de la société de machines-outils Haco. Le village a remporté deux fois en cinq ans (en 2002 et 2005) le prix de « meilleure commune d'affaires » décerné par le magazine Trends.

## Politique
Ardoye est dirigée depuis de nombreuses années par le parti local « Groep82 », lié au VLD, qui a obtenu les deux tiers des sièges aux élections communales de 2006. Depuis le 1er janvier 1989, Karlos Calles (également député flamand Open VLD) est bourgmestre d'Ardoye.

## Personnalités nées à Ardoye
- Marc Degryse (1965), footballeur.
- Veerle Dejaeghere (1973), athlète.
- Günther Lesage (1966), acteur.
- Friedl' Lesage (1970), présentatrice de radio et télévision.
- Laura Lynn (1976), chanteuse.
- Victor Roelens (1858-1947), Père blanc, vicaire apostolique au Congo belge
- Mathias Sercu (1970), acteur.
- Jan Van Hecke (1970), acteur.
- Karlos Callens (1947-2023), personnalité politique belge.
- Cyriel Verschaeve (1874), prêtre et poète.
- Henri Boncquet (1868-1908), sculpteur lauréat du Prix de Rome belge.